# العلاقات الإكوادورية النرويجية
العلاقات الإكوادورية النرويجية هي العلاقات الثنائية التي تجمع بين الإكوادور والنرويج.

## مقارنة بين البلدين
هذه مقارنة عامة ومرجعية للدولتين:
| وجه المقارنة                                              | الإكوادور                      | النرويج                                                   |
| --------------------------------------------------------- | ------------------------------ | --------------------------------------------------------- |
| المساحة (كم2)                                             | 283.56 ألف                     | 385.21 ألف                                                |
| عدد السكان (نسمة)                                         | 16.62 مليون                    | 5.33 مليون                                                |
| الكثافة السكانية (ن./كم²)                                 | 58.61                          | 13.84                                                     |
| العاصمة                                                   | كيتو                           | أوسلو                                                     |
| اللغة الرسمية                                             | اللغة الإسبانية، كيشوا ‏، شوار ‏ | بوكمول، لغات السامي، نينوشك، اللغة النرويجية              |
| العملة                                                    | دولار أمريكي، سوكري إكوادوري   | كرونة نروجية                                              |
| الناتج المحلي الإجمالي (بليون دولار)                      | 103.06 مليار                   | 398.83 مليار                                              |
| الناتج المحلي الإجمالي (تعادل القوة الشرائية) بليون دولار | 185.24 مليار                   | 322.23 مليار                                              |
| الناتج المحلي الإجمالي الاسمي للفرد دولار أمريكي          | 6.21 ألف                       | 74.40 ألف                                                 |
| الناتج المحلي الإجمالي للفرد دولار أمريكي                 | 11.37 ألف                      | 65.61 ألف                                                 |
| مؤشر التنمية البشرية                                      | 0.746                          | 0.944                                                     |
| رمز المكالمات الدولي                                      | +593                           | +47                                                       |
| رمز الإنترنت                                              | .ec                            | .no                                                       |
| المنطقة الزمنية                                           | 00                             | ت ع م+01:00، ت ع م+02:00، توقيت وسط أوروبا، أوروبا/أوسلو ‏ |

## منظمات دولية مشتركة
يشترك البلدان في عضوية مجموعة من المنظمات الدولية، منها:
| علم المنظمة | اسم المنظمة                        | تاريخ انضمام الإكوادور | تاريخ انضمام النرويج |
| ----------- | ---------------------------------- | ---------------------- | -------------------- |
|             | مؤسسة التنمية الدولية              | 7 نوفمبر 1961          | 24 سبتمبر 1960       |
|             | يونسكو                             | 22 يناير 1947          | 4 نوفمبر 1946        |
|             | وكالة ضمان الاستثمار متعدد الأطراف | 12 أبريل 1988          | 9 أغسطس 1989         |
|             | الأمم المتحدة                      | 21 ديسمبر 1945         | 27 نوفمبر 1945       |
|             | الفريق المعني برصد الأرض           | ?                      | ?                    |
|             | الاتحاد البريدي العالمي            | ?                      | ?                    |
|             | البنك الدولي للإنشاء والتعمير      | 28 ديسمبر 1945         | 27 ديسمبر 1945       |
|             | المنظمة الهيدروغرافية الدولية      | ?                      | ?                    |
|             | الاتحاد الدولي للاتصالات           | 17 أبريل 1920          | 1866                 |
|             | منظمة حظر الأسلحة الكيميائية       | ?                      | ?                    |
|             | مؤسسة التمويل الدولية              | 20 يوليو 1956          | 20 يوليو 1956        |
|             | منظمة التجارة العالمية             | ?                      | 1995                 |
|             | منظمة الشرطة الجنائية الدولية      | ?                      | ?                    |

## وصلات خارجية
- موقع وزارة الخارجية الإكوادورية
- موقع وزارة الخارجية النرويجية